# George Evans (cestista)
George Carlton Evans (Portsmouth, 31 gennaio 1971) è un ex cestista statunitense.

## Palmarès

### Squadra
- Coppa del Belgio: 1

Mons-Hainaut: 2006

### Individuale
- USBL Rookie of the Year (2001)
- All-USBL First Team (2001)
- USBL All-Rookie Team (2001)
- Pro Basketball League MVP: 1

Mons-Hainaut: 2005-06